# Temporada 1980-81 de los Atlanta Hawks
La temporada 1980-81 fue la decimotercera de los Atlanta Hawks en la NBA en su ubicación de Atlanta, la trigésimo segunda en la liga y la trigésimo quinta desde su fundación. La temporada regular acabó con 31 victorias y 51 derrotas, ocupando el octavo puesto de la Conferencia Este, no logrando clasificarse para los playoffs.

## Elecciones en elDraft
| Ronda | Puesto | Jugador       | Posición | Nacionalidad   | Universidad      |
| ----- | ------ | ------------- | -------- | -------------- | ---------------- |
| 1     | 18     | Don Collins   | Escolta  | Estados Unidos | Washington State |
| 2     | 28     | Craig Shelton | Alero    | Estados Unidos | Georgetown       |

## Temporada regular
| División Central    | División Central | División Central | División Central | División Central | División Central | División Central | División Central | División Central |
| Equipo              | G                | P                | %                | PD               | Casa             | Fuera            | Div              |                  |
| ------------------- | ---------------- | ---------------- | ---------------- | ---------------- | ---------------- | ---------------- | ---------------- | ---------------- |
| y-Milwaukee Bucks   | 60               | 22               | .732             | –                | 34–7             | 26–15            | 23–7             |                  |
| x-Chicago Bulls     | 45               | 37               | .549             | 15.0             | 26–15            | 19–22            | 20–9             |                  |
| x-Indiana Pacers    | 44               | 38               | .537             | 16.0             | 27–14            | 17–24            | 17–12            |                  |
| Atlanta Hawks       | 31               | 51               | .378             | 29.0             | 20–21            | 11–30            | 9–21             |                  |
| Cleveland Cavaliers | 28               | 54               | .341             | 32.0             | 20–21            | 8–33             | 9–21             |                  |
| Detroit Pistons     | 21               | 61               | .256             | 39.0             | 14–27            | 7–34             | 9–21             |                  |

## Estadísticas
| Rk | Jugador        | Edad | P  | PT | MP   | TC  | TCI  | %TC  | T3  | T3I | %T3  | TL  | TLI | %TL  | RO  | RD  | RT   | AS  | RB  | TAP | BP  | FP  | PTS  |
| -- | -------------- | ---- | -- | -- | ---- | --- | ---- | ---- | --- | --- | ---- | --- | --- | ---- | --- | --- | ---- | --- | --- | --- | --- | --- | ---- |
| 1  | Eddie Johnson  | 25   | 75 |    | 35.9 | 7.6 | 15.1 | .504 | 0.1 | 0.3 | .300 | 3.7 | 4.7 | .784 | 0.8 | 1.6 | 2.4  | 5.4 | 1.7 | 0.1 | 2.6 | 2.5 | 19.1 |
| 2  | Dan Roundfield | 27   | 63 |    | 33.8 | 6.8 | 12.8 | .527 | 0.0 | 0.0 | .000 | 4.1 | 5.6 | .721 | 3.7 | 6.4 | 10.1 | 2.6 | 1.2 | 1.9 | 2.8 | 4.1 | 17.6 |
| 3  | Wes Matthews   | 21   | 34 |    | 32.5 | 4.7 | 9.7  | .488 | 0.0 | 0.2 | .000 | 3.0 | 3.6 | .837 | 0.5 | 1.6 | 2.1  | 6.2 | 1.8 | 0.2 | 3.3 | 3.6 | 12.5 |
| 4  | Steve Hawes    | 30   | 74 |    | 31.2 | 4.5 | 8.6  | .523 | 0.0 | 0.1 | .250 | 3.0 | 3.8 | .799 | 2.2 | 5.4 | 7.6  | 2.3 | 1.0 | 0.4 | 2.2 | 3.9 | 12.0 |
| 5  | John Drew      | 26   | 67 |    | 31.0 | 7.5 | 16.4 | .456 | 0.0 | 0.1 | .000 | 6.8 | 8.6 | .787 | 2.2 | 3.6 | 5.7  | 1.2 | 1.5 | 0.2 | 2.9 | 3.9 | 21.7 |
| 6  | Tree Rollins   | 25   | 40 |    | 26.1 | 2.9 | 5.3  | .552 | 0.0 | 0.0 | .000 | 1.2 | 1.4 | .807 | 2.6 | 4.6 | 7.2  | 0.9 | 0.7 | 2.9 | 1.4 | 3.8 | 7.0  |
| 7  | Armond Hill    | 27   | 24 |    | 26.0 | 1.6 | 4.8  | .336 | 0.0 | 0.0 | .000 | 1.8 | 2.1 | .840 | 0.4 | 1.7 | 2.1  | 4.9 | 1.1 | 0.1 | 2.4 | 2.5 | 5.0  |
| 8  | Charlie Criss  | 32   | 66 |    | 25.9 | 3.3 | 7.3  | .454 | 0.0 | 0.3 | .048 | 2.8 | 3.2 | .864 | 0.4 | 1.1 | 1.5  | 4.3 | 0.9 | 0.0 | 2.0 | 1.3 | 9.5  |
| 9  | Don Collins    | 22   | 47 |    | 25.2 | 4.9 | 11.3 | .434 | 0.0 | 0.1 | .000 | 2.9 | 3.4 | .846 | 2.0 | 1.9 | 4.0  | 2.4 | 1.5 | 0.2 | 2.3 | 3.5 | 12.7 |
| 10 | Tom McMillen   | 28   | 79 |    | 19.8 | 3.2 | 6.6  | .487 | 0.0 | 0.1 | .167 | 1.0 | 1.4 | .741 | 1.2 | 2.5 | 3.7  | 0.9 | 0.3 | 0.3 | 1.0 | 2.1 | 7.4  |
| 11 | Sam Pellom     | 29   | 77 |    | 19.1 | 2.4 | 4.9  | .489 | 0.0 | 0.0 | .000 | 1.1 | 1.5 | .698 | 1.6 | 3.0 | 4.6  | 0.6 | 0.6 | 1.2 | 1.3 | 3.0 | 5.9  |
| 12 | Art Collins    | 26   | 29 |    | 13.6 | 1.2 | 3.4  | .354 | 0.0 | 0.1 | .000 | 0.8 | 1.2 | .667 | 0.7 | 0.8 | 1.4  | 0.9 | 0.4 | 0.0 | 1.1 | 1.2 | 3.2  |
| 13 | Jim McElroy    | 27   | 54 |    | 12.6 | 1.4 | 3.7  | .386 | 0.0 | 0.1 | .125 | 0.9 | 1.1 | .814 | 0.2 | 0.7 | 0.9  | 1.6 | 0.4 | 0.2 | 1.5 | 1.1 | 3.8  |
| 14 | Tom Burleson   | 28   | 31 |    | 11.7 | 1.3 | 3.2  | .414 | 0.0 | 0.0 |      | 0.6 | 1.3 | .488 | 1.4 | 1.6 | 3.0  | 0.4 | 0.3 | 0.6 | 0.8 | 2.4 | 3.3  |
| 15 | Craig Shelton  | 23   | 55 |    | 10.7 | 1.8 | 4.0  | .457 | 0.0 | 0.0 | .000 | 0.6 | 1.1 | .603 | 1.1 | 1.4 | 2.5  | 0.5 | 0.3 | 0.1 | 1.1 | 2.3 | 4.3  |

## Galardones y récords
| Jugador        | Galardón                                        |
| Dan Roundfield | 2.º Mejor quinteto defensivo de la NBA All-Star |
| Eddie Johnson  | All-Star                                        |